# Salamandra (género)
Salamandra é um género de sete espécies de Caudados, localizados na Europa central e do sul, norte de África e Ásia ocidental.

## Distribuição
Podem ser encontrados representantes do género Salamandra em toda a Europa (com a excepção da Escandinávia, Países Bálticos, Grã-Bretanha e Irlanda), Marrocos, Argélia, Tunísia, Turquia, Líbano e Israel. Ocupam tanto florestas  e bosques de baixa altitude, como de grande altitude no caso das salamandras alpinas (S. lanzai e S. atra).

## Espécies
De acordo com a versão 6.0 do Amphibian Species of the World, são reconhecidas sete espécies:
- Salamandra algira Bedriaga, 1883
- Salamandra atra Laurenti, 1768
- Salamandra corsica (Savi, 1838)
- Salamandra infraimmaculata Martens, 1885
- Salamandra lanzai Nascetti, Andreone, Capula et Bullini, 1988
- Salamandra longirostris Joger and Steinfartz, 1994
- Salamandra salamandra (Linnaeus, 1758)

## Filogenia[3]
|  | Salamandra atra    |
|  |                    |
|  | Salamandra corsica |
|  |                    |

|  | Salamandra infraimmaculata                                                                                   |
|  | |
|  | \| \| Salamandra algira \| \| \| \| \| \| Salamandra salamandra [inclui Salamandra longirostris] \| \| \| \| |
|  | |
|  | Salamandra algira                                                                                            |
|  | |
|  | Salamandra salamandra [inclui Salamandra longirostris]                                                       |
|  | |

|  | Salamandra algira                                      |
|  |                                                        |
|  | Salamandra salamandra [inclui Salamandra longirostris] |
|  |                                                        |

|  | Salamandra atra    |
|  |                    |
|  | Salamandra corsica |
|  |                    |

|  | Salamandra infraimmaculata                                                                                   |
|  | |
|  | \| \| Salamandra algira \| \| \| \| \| \| Salamandra salamandra [inclui Salamandra longirostris] \| \| \| \| |
|  | |
|  | Salamandra algira                                                                                            |
|  | |
|  | Salamandra salamandra [inclui Salamandra longirostris]                                                       |
|  | |

|  | Salamandra algira                                      |
|  |                                                        |
|  | Salamandra salamandra [inclui Salamandra longirostris] |
|  |                                                        |